# Butter Point
Der Butter Point ist eine flache Landspitze an der Scott-Küste des ostantarktischen Viktorialands. Sie markiert die Südseite der Einfahrt zum New Harbour, der Mündungszone des Ferrar-Gletschers in den McMurdo-Sund. 
Das Kap wurde von Teilnehmern der Discovery-Expedition (1901–1904) unter der Leitung des britischen Polarforschers Robert Falcon Scott entdeckt. Namensgebend war, dass der Teil der Mannschaft, der den Ferrar-Gletscher während der Expedition erkundete, an dieser Stelle eine Konservendose mit Butter hinterließ in der Absicht, diese beim Rückmarsch für die Zubereitung von frischem Robbenfleisch zu verwenden.